# Wendy Lawrence
Wendy Barrien Lawrence (ur. 2 lipca 1959 w Jacksonville w stanie Floryda) – amerykańska astronautka NASA i komandor Marynarki Wojennej Stanów Zjednoczonych (U.S. Navy) w stanie spoczynku. Brała udział w czterech misjach wahadłowców w latach 1995–2005.

## Życiorys
Urodziła się w rodzinie pilota oblatywacza amerykańskiej marynarki Williama Portera Lawrence'a i jego żony Diane. Jej ojciec, późniejszy jeniec wojenny z Wietnamu oraz admirał floty (Vice Admiral), którego imieniem został później nazwany niszczyciel USS William P. Lawrence, w 1959 roku zgłosił się do programu kosmicznego i dotarł to finałowej 32 kandydatów na astronautów programu Mercury, jednak z ostatniej siódemki wykluczył go szmer serca.
Wendy ukończyła liceum w Fort Hunt koło Alexandrii w stanie Wirginia, w aglomeracji Waszyngtonu. W 1981 otrzymała tytuł bachelor of science w inżynierii oceanicznej Akademii Marynarki Wojennej Stanów Zjednoczonych. Następnie w 1988 otrzymała podwójny tytuł Master of Science w dziedzinie inżynierii oceanicznej, w ramach wspólnego programu Massachusetts Institute of Technology i Woods Hole Oceanographic Institution w Woods Hole w Massachusetts.

### Kariera wojskowa
W 1981 roku ukończyła akademię; ukończywszy z wyróżnieniem szkołę lotniczą, w lipcu 1982 roku została mianowana lotnikiem marynarki. Wykonała ponad 1500 godzin lotu na sześciu różnych rodzajach śmigłowców oraz przeszło 800 lądowań na pokładzie okrętu.

### Praca w NASA i kariera astronautki

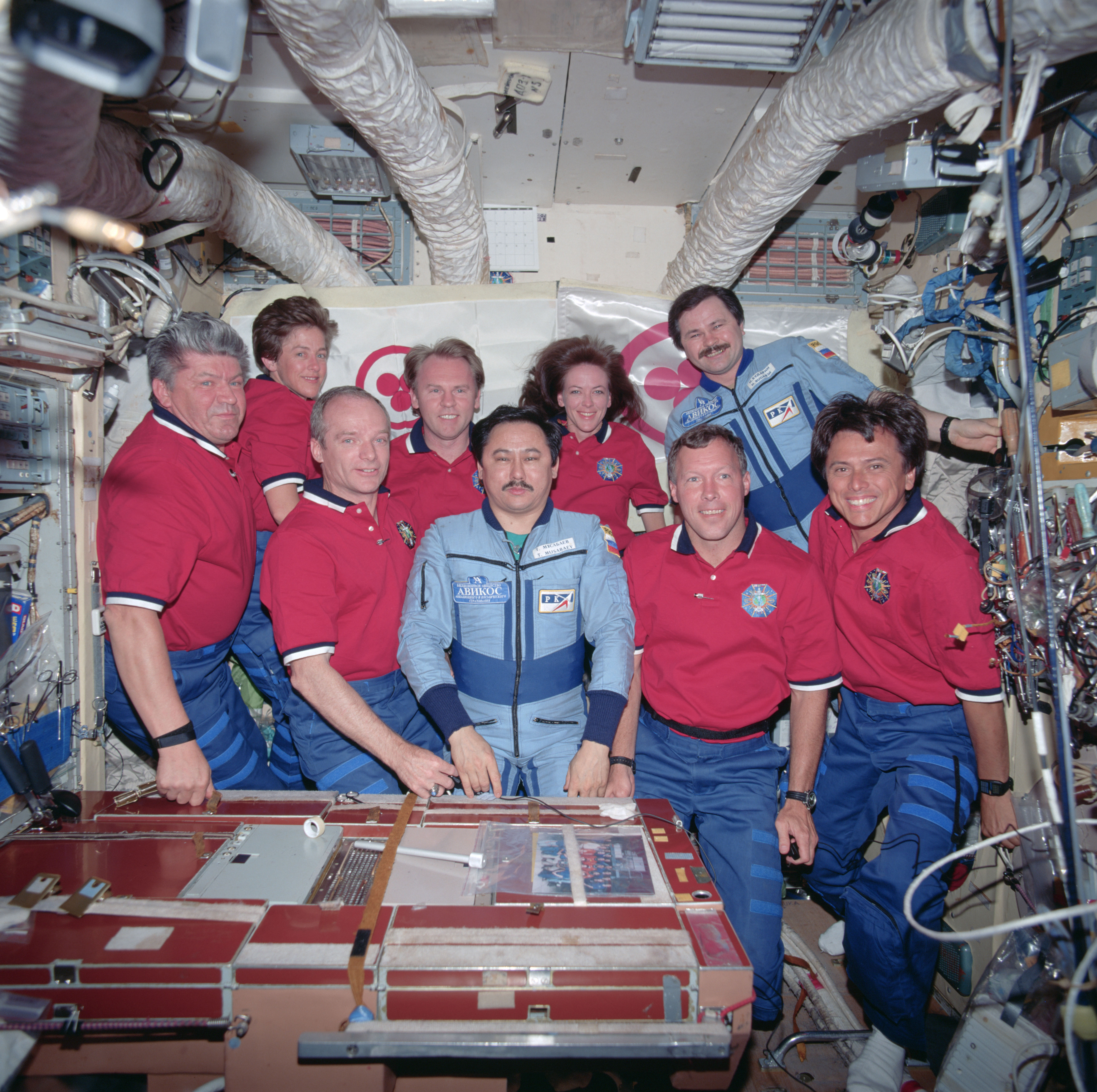
Wendy Lawrence na pokładzie stacji Mir, program Shuttle-Mir

W marcu 1992 roku została przyjęta przez NASA do czternastej grupy astronautów (NASA 14). W sierpniu w Centrum Lotów Kosmicznych imienia Lyndona B. Johnsona rozpoczęła roczne szkolenie; po ukończeniu została zakwalifikowana do lotu jako specjalistka misji. W trakcie kariery jej zadania techniczne w Biurze Astronautycznym obejmowały m.in. weryfikację oprogramowania lotu w ramach Shuttle Avionics Integration Laboratory (SAIL), rolę pomocniczego trenera: Astronaut Office Assistant Training Officer oraz funkcję dyrektor operacji dla NASA (Operations for NASA) w Centrum Wyszkolenia Kosmonautów im. J. Gagarina w Gwiezdnym Miasteczku pod Moskwą, a także przedstawicielki Biura Astronautycznego ds. treningu i wsparcia załogi stacji kosmicznej.
Jej pierwszy lot z misją astronomiczną ASTRO-2 wykonywaną w ramach euroamerykańskiego programu laboratorium Spacelab odbył się już w 1995 roku. W trakcie czterech łącznie lotów wahadłowcem Lawrence spędziła ponad 1225 godzin w przestrzeni kosmicznej, w tym dwukrotnie odwiedziła rosyjską stację kosmiczną Mir w ramach programu Shuttle-Mir. W tym czasie Lawrence nie wykonała żadnego spaceru kosmicznego mimo takich planów – startując w misji STS-86 miała pozostać na pokładzie rosyjskiej stacji i wziąć udział w 24., czteromiesięcznej ekspedycji zakładającej m.in. spacer celem napraw stacji oraz procedury bezpieczeństwa, a na koniec wrócić innym wahadłowcem. Niestety dla Lawrence, na krótko przed lotem jej udział został odłożony i zastąpił ją inny specjalista misji, David Wolf. Według strony amerykańskiej przyczyną miało być niedopasowanie Lawrence do rosyjskiego skafandra – astronautka o wzroście 160 cm była zbyt niska, by mogła włożyć i bezpiecznie obsługiwać rosyjski skafander kosmiczny Orłan.   
Jej ostatnia misja, STS-114 z 2005 roku, była pierwszym lotem wahadłowca po trwającej aż 907 dni przerwie spowodowanej katastrofą Columbii. W jej trakcie Lawrence odwiedziła Międzynarodową Stację Kosmiczną, gdzie między innymi obsługiwała robotyczne ramię Canadarm2. Ze służby w NASA odeszła w lipcu 2006 roku. W późniejszych latach popularyzowała naukę, pracowała w centrum odwiedzin Centrum Lotów Kosmicznych im. Johnsona.

## Wykaz lotów
| Loty kosmiczne, w których uczestniczyła Wendy Lawrence                   | Loty kosmiczne, w których uczestniczyła Wendy Lawrence | Loty kosmiczne, w których uczestniczyła Wendy Lawrence | Loty kosmiczne, w których uczestniczyła Wendy Lawrence | Loty kosmiczne, w których uczestniczyła Wendy Lawrence | Loty kosmiczne, w których uczestniczyła Wendy Lawrence | Loty kosmiczne, w których uczestniczyła Wendy Lawrence |
| Nr                                                                       | Data startu                                            | Data lądowania                                         | Statek kosmiczny                                       | Funkcja                                                | Czas trwania                                           |                                                        |
| ------------------------------------------------------------------------ | ------------------------------------------------------ | ------------------------------------------------------ | ------------------------------------------------------ | ------------------------------------------------------ | ------------------------------------------------------ | ------------------------------------------------------ |
| 1                                                                        | 2 marca 1995                                           | 18 marca 1995                                          | STS-63 Endeavour F-8                                   | specjalistka misji 2                                   | 16 dni 15 godzin 8 minut i 48 sekund                   |                                                        |
| 2                                                                        | 26 września 1997                                       | 6 października 1997                                    | STS-86 Atlantis F-20                                   | specjalistka misji 4                                   | 10 dni 19 godzin 20 minuty i 50 sekund                 |                                                        |
| 3                                                                        | 2 czerwca 1998                                         | 12 czerwca 1998                                        | STS-91 Discovery F-24                                  | specjalistka misji 2                                   | 9 dni 19 godzin 53 minuty i 53 sekundy                 |                                                        |
| 4                                                                        | 26 lipca 2005                                          | 9 sierpnia 2005                                        | STS-114 Discovery F-31                                 | specjalistka misji 4                                   | 13 dni 21 godzin 32 minuty i 22 sekundy                |                                                        |
| Łączny czas spędzony w kosmosie – 51 dni 3 godziny 55 minut i 53 sekundy |                                                        |                                                        |                                                        |                                                        |                                                        |                                                        |